# KrasAir

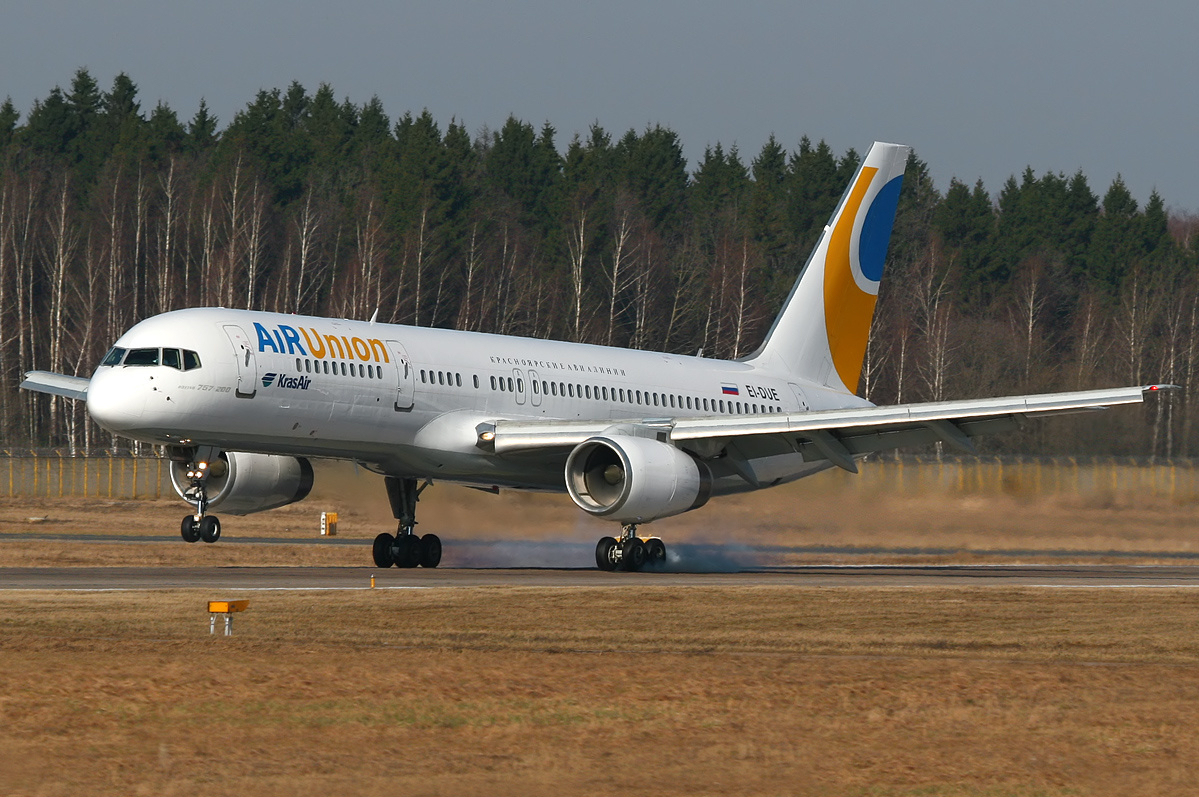
Boeing 757-200 linii KrasAir w malowaniu sojuszu AirUnion

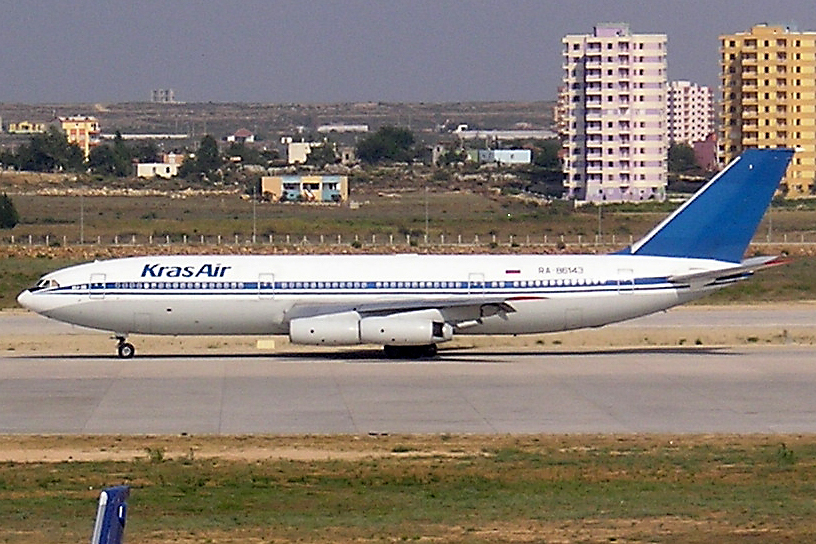
Iljuszyn Ił-86 Kras Air

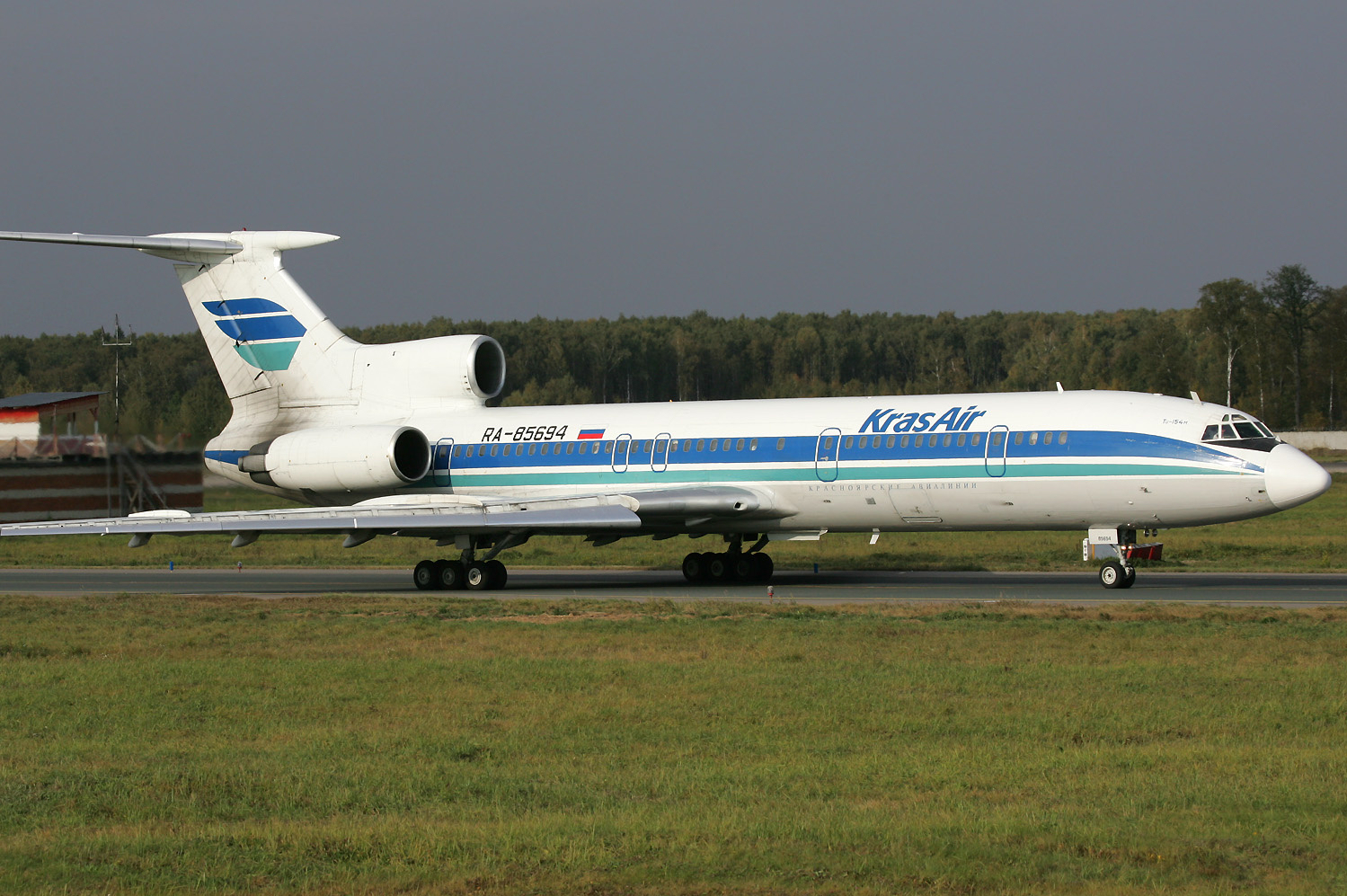
Tupolev Tu-154M Kras Air

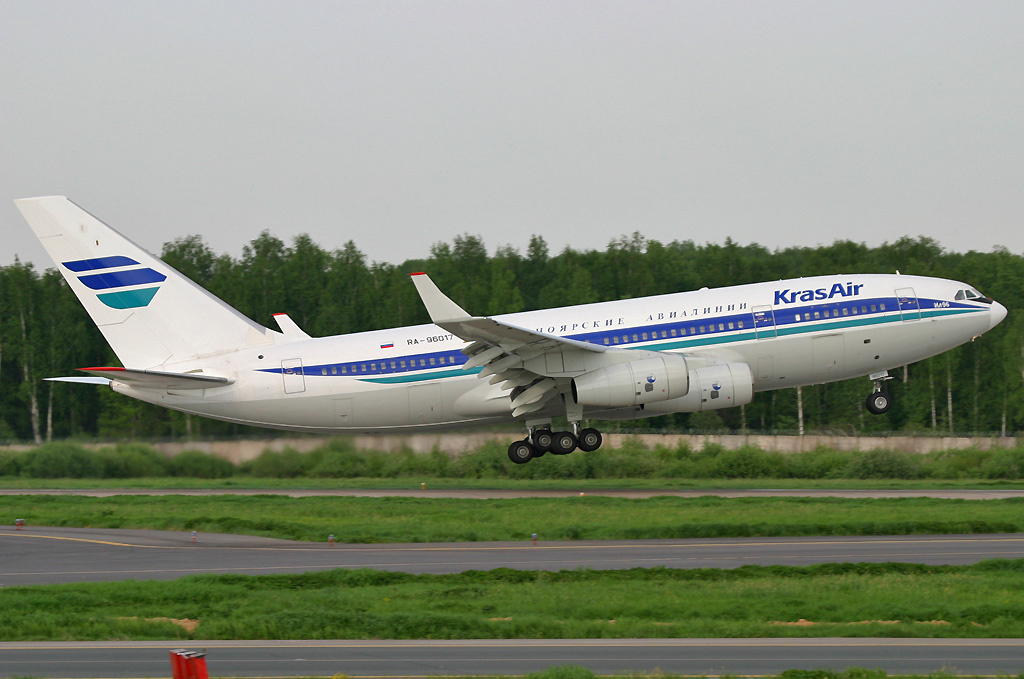
Iljuszyn Ił-96-300 Kras Air

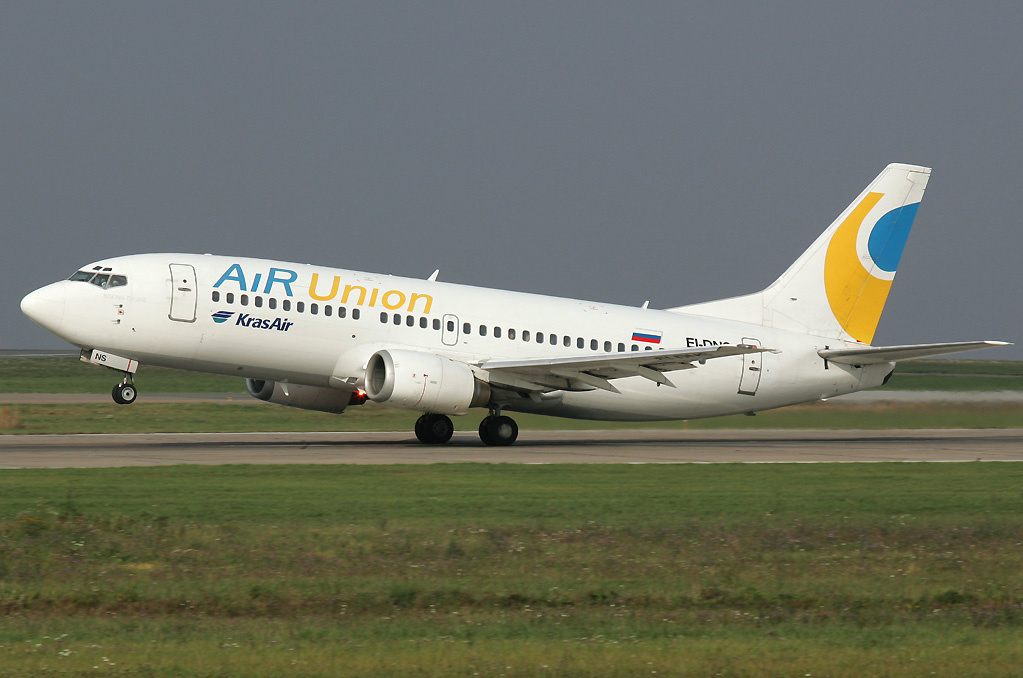
Boeing 737-300 Kras Air w malowaniu AirUnion

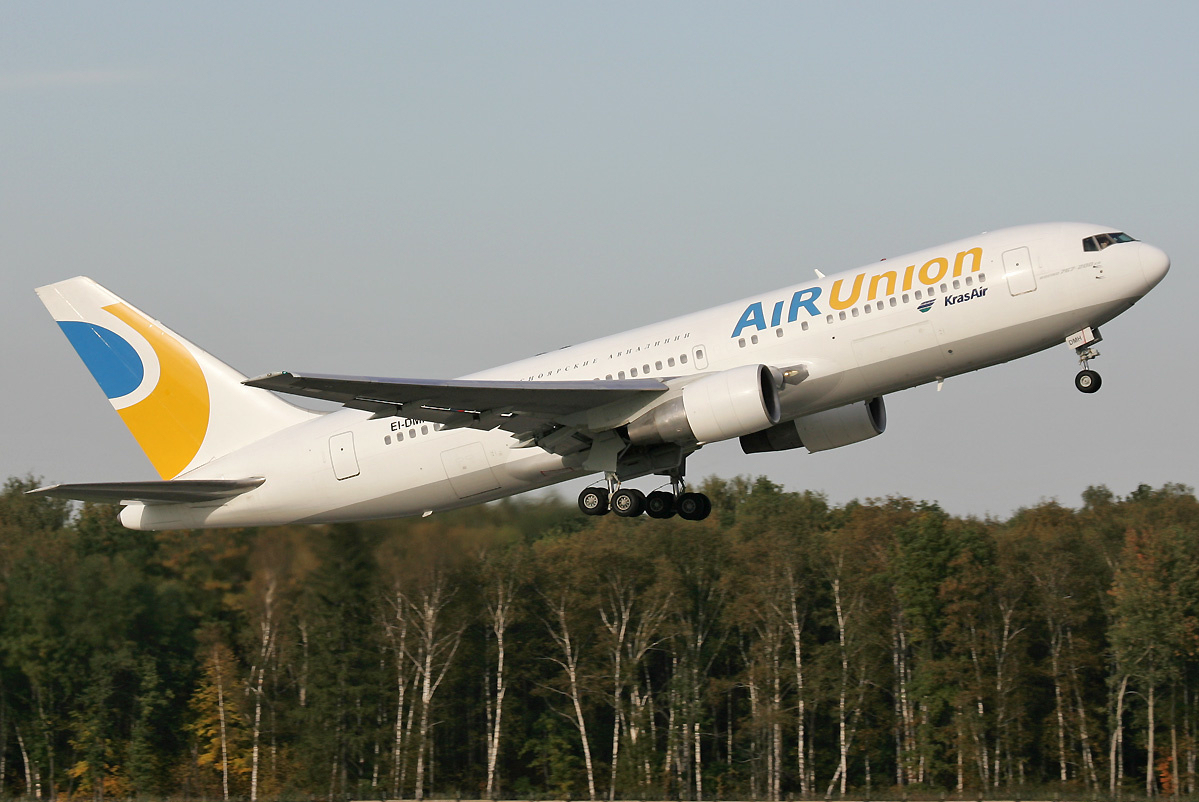
Boeing 767-200ER Kras Air w malowaniu AirUnion

Kras Air – rosyjskie linie lotnicze z siedzibą w Krasnojarsku. Obsługiwały połączenia krajowe, do Azji i Europy. Głównym hubem był port lotniczy Krasnojarsk.

## Porty docelowe

### Azja
- Armenia
  - Erywań – Port lotniczy Erywań
- Azerbejdżan
  - Baku – Port lotniczy Baku
- Chiny
  - Pekin – Port lotniczy Pekin
- Kazachstan
  - Ałmaty – Port lotniczy Ałmaty
  - Bajkonur – Port lotniczy Bajkonur
- Kirgistan
  - Biszkek – Port lotniczy Biszkek
- Tadżykistan
  - Duszanbe – Port lotniczy Duszanbe
  - Khand – Port lotniczy Khand
- Tajlandia
  - Bangkok – Port lotniczy Bangkok-Suvarnabhumi
  - Pattaya – Port lotniczy U-Tapao
- Uzbekistan
  - Taszkent – Port lotniczy Taszkent

### Europa
- Austria
  - Salzburg – Port lotniczy Salzburg
- Czarnogóra
  - Tivat – Port lotniczy Tivat
- Grecja
  - Ateny – Port lotniczy Ateny
  - Heraklion – Port lotniczy Heraklion
  - Saloniki – Port lotniczy Saloniki-Macedonia
- Niemcy
  - Frankfurt – Port lotniczy Frankfurt
- Portugalia
  - Lizbona – Port lotniczy Lizbona-Portela
- Rosja
  - Barnauł – Port lotniczy Barnauł
  - Błagowieszczeńsk – Port lotniczy Błagowieszczeńsk
  - Chabarowsk – Port lotniczy Chabarowsk
  - Chatanka – Port lotniczy Chatanka
  - Czyta – Port lotniczy Czyta
  - Igarka – Port lotniczy Igarka
  - Irkuck – Port lotniczy Irkuck
  - Kemerowo – Port lotniczy Kemerowo
  - Komsomolsk nad Amurem – Port lotniczy Komsomolsk nad Amurem
  - Krasnodar – Port lotniczy Krasnodar
  - Krasnojarsk – Port lotniczy Krasnojarsk
  - Kyzył – Port lotniczy Kyzył
  - Mineralne Wody – Port lotniczy Mineralne Wody
  - Jakuck – Port lotniczy Jakuck
  - Jekaterynburg – Port lotniczy Jekaterynburg Hub
  - Jenisejsk – Port lotniczy Jenisejsk
  - Jużnosachalińsk – Port lotniczy Jużnosachalińsk
  - Moskwa – Port lotniczy Domodiedowo
  - Norylsk – Port lotniczy Norylsk-Ałykiele
  - Nowosybirsk – Port lotniczy Nowosybirsk-Tołmaczowo
  - Omsk – Port lotniczy Omsk
  - Pietropawłowsk Kamczacki – Port lotniczy Pietropawłowsk Kamczacki
  - Rostów nad Donem – Port lotniczy Rostów nad Donem
  - Sankt Petersburg – Port lotniczy Petersburg-Pułkowo
  - Samara – Port lotniczy Samara
  - Soczi – Port lotniczy Soczi-Adler
  - Tomsk – Port lotniczy Tomsk
  - Tura – Port lotniczy Tura
  - Ułan Ude – Port lotniczy Ułan Ude
  - Władywostok – Port lotniczy Władywostok